# Annoncée Manirarora
Annoncée Manirarora (nascida em 30 de junho de 1976) é uma política ruandesa, actualmente membro da Câmara dos Deputados no Parlamento do Ruanda.
Manirarora é membro da Frente Patriótica de Ruanda. A sua província é a Província Ocidental e seu distrito é o Distrito de Ngororero.
Manirarora já trabalhou para as Nações Unidas e tem um MS em Estudos e Prevenção de Genocídio.